# فال فيتش
فال فيتش  (بالإنجليزية: Val Logsdon Fitch)‏ هو عالم فيزياء أمريكي حاز على جائزة نوبل للفيزياء عام 1980 مع زميله جيمس كرونين، عن تجربة قاما بأجرائها عام 1964 أثبتت انكسار مبدأ التناظر خلال بعض التفاعلات التي تجري بين الجسيمات الأولية.
ولد فال فيتش في 10 مارس 1923 بمدينة مريمان بولاية نبراسكا بالولايات المتحدة الأمريكية. اشترك خلال الحرب العالمية الثانية في مشروع مانهاتن وهو الآن عضو في هيئة التدريس بجامعة برينستون.

## روابط خارجية
- فال فيتش على موقع الموسوعة البريطانية (الإنجليزية)
- فال فيتش على موقع مونزينجر (الألمانية)
- فال فيتش على موقع إن إن دي بي (الإنجليزية)